# Justin Carlyle Gruelle
Justin Carlyle Gruelle (* 1. Juli 1889 in Indianapolis, Indiana; † 20. April 1978 in Alpine, Kalifornien) war ein US-amerikanischer Maler, Illustrator und Wandbildkünstler. Er wurde vor allem durch seine Landschaftsmalereien, Buchillustrationen und Wandbilder im Rahmen des Federal Art Project der Works Progress Administration (WPA) bekannt.

## Leben
Justin Gruelle war der Sohn des Hoosier-Group-Malers Richard B. Gruelle und dessen Frau Alice Benton Gruelle. Sein Bruder Johnny Gruelle war der Schöpfer von Raggedy Ann und Andy. Justin erhielt bereits in jungen Jahren Zeichenunterricht von seinen Geschwistern sowie Malunterricht von seinem Vater. Er besuchte die Arsenal Technical High School in Indianapolis und studierte anschließend am John Herron Art Institute sowie an der Art Students League of New York City. Nach Aufenthalten in New York und Indianapolis zog die Familie Gruelle im Jahr 1910 in die Künstlerkolonie Silvermine in Connecticut. Diese Gruppe bildete die Grundlage für die spätere Silvermine Guild of Artists. 1917 heiratete Justin Gruelle Mabel Claire Brown, mit der er zwei Kinder hatte. Ab 1910 arbeitete er als freischaffender Künstler und Illustrator in New York City und Silvermine. Er fertigte Porträts, Werbegrafiken, Buchillustrationen und Landschaftsgemälde an. 1929 veröffentlichte er das von ihm verfasste und illustrierte Kinderbuch Mother Goose Parade.
Während der Weltwirtschaftskrise wurde Justin Gruelle in das WPA-Kunstprogramm eingebunden. Zwischen 1935 und 1940 schuf er 14 großformatige Wandbilder für öffentliche Einrichtungen in Norwalk und New Canaan (Connecticut), darunter einen Zyklus mit Motiven aus dem Leben von Mark Twain sowie Darstellungen von Äsops Fabeln. Nach dem Tod seines Bruders Johnny im Jahr 1938 illustrierte Gruelle mehrere bislang unveröffentlichte Raggedy Ann-Manuskripte. In den 1940er Jahren erhielt er von Clarence deGiers, dem Präsidenten der Liquidometer Corporation, den Auftrag, acht Wandgemälde für Unternehmensstandorte in New York und Vermont anzufertigen. Das bekannteste Werk dieser Serie ist das 5,5 Meter lange Gemälde The Early Birds (1940–1954) mit Porträts von 17 Luftfahrtpionieren. Es war zeitweise Teil der Sammlung des National Air and Space Museums des Smithsonian und befindet sich heute im Museum of Flight in Seattle. Von 1945 bis 1955 arbeitete Justin Gruelle für R.K.O. Pictures, Walt Disney Productions und weitere Verlage und Firmen. Er fertigte unter anderem Filmplakate und Porträts an. 1956 verließen Justin und Mabel Gruelle Connecticut und zogen nach Alpine in Kalifornien. Dort setzte Justin seine künstlerische Tätigkeit fort und schuf unter anderem eine Serie von Landschaftsbildern sowie religiöse Werke. Im Jahr 1959 malte er die 14 Stationen des Kreuzwegs für die katholische Kirche Queen of Angels in Alpine.
Justin Gruelle war überzeugter Theosoph und engagierte sich in lokalen Logen der Theosophischen Gesellschaft. In Kalifornien beschäftigte er sich auch mit mythologischen Themen zur Geschichte des Fliegens und fertigte Entwürfe für Wandgemälde für ein geplantes Luftfahrtmuseum an, die jedoch nie umgesetzt wurden. Nach dem Tod seiner Frau Mabel im Jahr 1974 zog sich Justin Gruelle zunehmend zurück. Viele seiner Werke, darunter WPA-Wandbilder, gingen verloren oder blieben verschollen. Er starb am 20. April 1978 in Alpine, Kalifornien. Seine Asche wurde im Familiengrab auf dem Crown Hill Cemetery in Indianapolis beigesetzt.